# Полигамия
Полига́мия (от греч. πολύς — «многочисленный» и γάμος — «брак»), многобра́чие — форма брачного союза (брака), допускающая одновременный брачный союз сразу нескольких супругов.
Различают три вида полигамии:
- Полигиния — многожёнство;
- Полиандрия — многомужество;
- Групповой брак — брак, состоящий одновременно из нескольких мужей и жён.

Полигамия противопоставляется моногамии. Не следует путать множественную моногамию с полигамией. Многократный брак и связанный с этим многократный развод — это не то же самое, что официально состоять в браке с несколькими жёнами (мужьями).

## История
В прошлом до 85 % обществ практиковали полигамию. Однако со временем от неё стали отказываться. Полигамия была объявлена вне закона в Японии в 1880 году, в Китае в 1953 году, в Непале в 1963 году.

## Природа и полигамия
В природе известны как моногамные, так и полигамные виды животных.
С точки зрения биологии, существование у человека нескольких устойчивых брачных систем удивительно, потому что большинство животных имеют какую-либо одну брачную систему, являющуюся видовым признаком.

### Полигамия у растений
В ботанике полигамией называется наличие у одного вида растений как обоеполых так и однополых цветков. При этом возможны следующие комбинации:
1. однополые и обоеполые цветки находятся на одном растении:
  - андромоноэция, или андромонэция — растение имеет мужские и обоеполые цветки;
  - гиномоноэция, или гиномонэция — растение имеет женские и обоеполые цветки;
  - тримоноэция, или тримонэция, или ценомонэция — растение имеет обоеполые, мужские и женские цветки;
2. однополые и обоеполые цветки находятся на разных растениях одного вида:
  - андродиэция — мужские и обоеполые цветки находятся на разных растениях;
  - гинодиэция — женские и обоеполые цветки находятся на разных растениях;
  - триэция, или трёхдомность — обоеполые, женские и мужские цветки находятся на разных особях.